# Rue de la Rose
La rue de la Rose est une rue ancienne et étroite du centre de la ville de Liège (Belgique) située dans le sous-quartier de Féronstrée et Hors-Château.

## Odonymie
Cette voirie s'appelait en wallon Tindeurowe (rue des Teinturiers) car cette activité était souvent pratiquée dans ce quartier (l'impasse des Drapiers se trouve à proximité). Le nom actuel vient du nom d'une enseigne d'une taverne de la rue appelée la brasserie delle Blanche Rose qui existait au XVIe siècle

## Situation et description
Cette rue pavée très étroite (environ deux mètres de large) relie Féronstrée à la rue Hors-Château distantes d'environ 70 m. Elle se situe derrière la fontaine Pisseroule située rue Hors-Château. Du côté de Féronstrée, elle arrive à hauteur de l'ancienne Hasselinporte (porte de Hasselt) qui faisait partie des premiers remparts érigés autour de la ville au Xe siècle (sous Notger).

## Architecture
Sept immeubles de la rue sont repris à l'inventaire du patrimoine culturel immobilier de la Wallonie. Ils se situent aux nos 1a, 2, 7, 9, 10, 11 et 18. 
L'immeuble situé au no 18 figure aussi sur la liste du patrimoine immobilier classé de Liège. Il a été érigé
vers le milieu du XVIIIe siècle et bénéficie d'un excellent état de conservation. Il s'agit d'une maison bâtie en pierres de taille (pour le rez-de-chaussée et les encadrements des baies) et en briques comptant quatre travées de baies jointives.

## Voiries adjacentes
- Féronstrée
- Rue Hors-Château

### Source et lien externe
- Claude Warzée, « L’îlot Saint-Georges », sur Histoires de Liège, 24 janvier 2017 (consulté le 7 août 2023)